# Badowscy herbu Poraj
Badowscy herbu Poraj – polski ród szlachecki zamieszkujący głównie na Mazowszu w okolicach Warszawy i Sochaczewa.
Gniazdem rodziny były wsie Badowo Nagórne i Badowo Kłoda w powiecie sochaczewskim. O Mikołaju Kłoda z Badowa (Nicolaum Cloda de Badowo) donoszą źródła z 1434 roku przypisując mu herb Poraj. Adam Badowski, syn Stanisława, w roku 1733 pełnił funkcje warszawskiego sędziego kapturowego.